# Murfreesboro (Arkansas)
Murfreesboro – miasto w Stanach Zjednoczonych, w stanie Arkansas, w hrabstwie Pike.